# Isabella Ingram
Isabella Anne Seymour-Conway, marchesa di Hertford (1759 – 12 aprile 1834), è stata una nobile britannica, amante di re Giorgio IV, quando era principe di Galles.

## Biografia
Era l'unica figlia del politico Charles Ingram, IX visconte Irvine (1726-1778), e di sua moglie, Frances Shepheard (1733-1807). L'educazione di Lady Isabella, in famiglia chiamata "Bella", era strettamente controllata dai genitori. Era precoce e molto intelligente. 

## Matrimonio
Il 20 maggio 1776, sposò a Londra, Francis Seymour-Conway, II marchese di Hertford (1743-1822), figlio maggiore di Francis Seymour-Conway, I marchese di Hertford, e di Lady Isabella Fitzroy. Dal matrimonio nacque un figlio, Francis Seymour-Conway, III marchese di Hertford (1777-1842), che sposò, nel 1798, Lady Maria Emilia Fagniani (1775-1856), dalla quale ebbe tre figli.
Grazie alla sua bellezza e alla sua eleganza, catturò molto presto l'attenzione del Principe Reggente Giorgio (1762-1830). Suo marito non era particolarmente lieto che il principe di Galles  facesse  avances a sua moglie, perciò si trasferirono in Irlanda.
Tuttavia questo fece aumentare l'affetto del Principe nei confronti di Lady Seymour-Conway, che divenne la sua amante nel 1807.
La storia si concluse nel 1819, quando il Principe Reggente si infatuò di Elizabeth Denison (1769-1861).
Isabella morì nel 1834.